# Strahomer
Strahomer este o localitate din comuna Ig, Slovenia, cu o populație de 143 de locuitori.